# Накадзава, Сота
Сота Накадзава (яп. 中澤聡太 Накадзава Сōта, 26 октября 1982) — японский футболист, защитник. Муж актрисы Мики Канеды.

## Карьера
Сота Накадзава начал играть в футбол в гимназии. В 2001 году он подписал свой первый профессиональный контракт с клубом «Касива Рейсол». В том же году Накадзава участвовал в составе молодёжной сборной Японии на молодёжном чемпионате мира, где провёл 3 игры. Первые несколько лет Накадзава в клубе не мог закрепиться в основном составе из-за частого травматизма, который преследовал игрока. Лишь начиная с 2005 года защитник смог чаще выступать в основном составе команды.
В 2006 году Накадзава, на правах аренды, перешёл в клуб «Токио». За 6 месяцев в этом клубе он сыграл лишь 6 игр. В конце 2007 года Накадзава перешёл в клуб «Гамба Осака». Где не смог завоевать место в основе команды, но выиграл в первом же сезоне Суперкубок Японии и стал чемпионом Японии. В этом году стал избранный самым ценным игроком клуба через болельщиков Гамбы. В следующем году Накадзава стал игроком стартового состава клуба, проведя 51 игру и забив 4 гола. Он помог клубу выиграть Лигу чемпионов АФК, Тихоокеанский чемпионат и Кубок Японии. В 2009 году Накадзава, с покупкой клубом новых игроков, потерял место в стартовом составе клуба. В январе 2013 перешёл в «Кавасаки Фронтале».

## Достижения
- Обладатель Суперкубка Японии: 2007
- Чемпион Японии: 2007
- Победитель Лига чемпионов АФК: 2008
- Победитель тихоокеанского чемпионата: 2008
- Обладатель Кубка Японии: 2008